# Club Balonmano Torrelavega
El Club Balonmano Torrelavega, también denominado Cuatrocaños o Cuatrocaños Torrelavega, fue un club deportivo dedicado a la práctica del balonmano en la localidad cántabra de Torrelavega que llegó a militar en la segunda categoría del balonmano español.

## Historia
El CB Torrelavega se fundó en los años 80, dando continuidad a una importante actividad de cantera en la localidad torrelaveguense, centrada sobre todo en los colegios. Desde mediados de los 80 el club jugó en categoría nacional, en la Segunda División. La temporada 1988-89 el Torrelavega se hizo con el campeonato de liga de Segunda, ascendiendo a Primera División B (tercera categoría del balonmano español en la época) en Cangas del Morrazo. Tras otra buena campaña (en la primera fase se impuso a Leganés, Torrelodones, Canal Isabel II de Madrid, Telde y  Covadonga de Gijón, enfrentándose en la segunda fase a Ademar, Academia Octavio, Canal Isabel II, Cangas y Peña Bejarana) el equipo se clasificó para el play-off de ascenso jugando contra Almería, Toledo y Santa Coloma en Lloret de Mar, logrando un nuevo ascenso. La temporada 1990-91 el Balonmano Torrelavega debutó en Primera División A, categoría inmediatamente inferior a la Liga ASOBAL. La reestructuración de categorías ocurrida finalizada la temporada, con la desaparición de la Primera B y la Primera A, hizo que la temporada 1991-92 el equipo jugara en la nueva Primera División, que seguía siendo antesala de la ASOBAL. El Torrelavega aún se mantuvo dos años más en la categoría (hasta la temporada 1993-94); de cara a la temporada 1994-95 se creó la División de Honor B, con lo que la Primera División se convirtió en la tercera categoría nacional. El Torrelavega militó en 1994-95 en Primera División, antes de que los problemas económicos dieran al traste con su trayectoria.

## Pabellón
El Club Balonmano Torrelavega disputó sus encuentros en el Pabellón Vicente Trueba (Av. de la Constitución s/n, Torrelavega), con capacidad para 2688 espectadores. También disputó encuentros en el Pabellón de Polanco (Polanco) bajo la denominación de Club Balonmano Cuatrocaños.

## Palmarés
| Competición            | Títulos  | Subcampeonatos |
| ---------------------- | -------- | -------------- |
| Segunda División (1/0) | 1988-89. |                |

- 4 temporadas en Primera División/Primera A: 1990-91, 1991-92, 1992-93 y 1993-94.
- 1 subcampeonato del Trofeo Ayuntamiento de Torrelavega: 1990[4]

## Temporadas
| Temporada | Categoría | Notas                                                                          |
| --------- | --------- | ------------------------------------------------------------------------------ |
| 1986-87   | Segunda   |                                                                                |
| 1987-88   | Segunda   |                                                                                |
| 1988-89   | Segunda   | Campeón y ascenso                                                              |
| 1989-90   | Primera B | Play off y ascenso                                                             |
| 1990-91   | Primera A |                                                                                |
| 1991-92   | Primera   |                                                                                |
| 1992-93   | Primera   |                                                                                |
| 1993-94   | Primera   |                                                                                |
| 1994-95   | Primera   | Tras la creación de la División de Honor B, la Primera es la tercera categoría |